# ШОСО „Вук Караџић” Сомбор
Школа за основно и средње образовање са домом "Вук Караџић", основана 1974. године налази се у улици Радоја Домановића 98, у Сомбору. Сем у објекту у улици Радоја Домановића 98 који је седиште школе, школа ради и другом објекту који се налази у улици Апатински пут 29, у Сомбору. Школа је намењена ученицима са тешкоћама у развоју и чине је основна и средња школа.

## О школи
Школа је организована као комплексна установа која у свом саставу има многоструке сегменте. Школски програм установе се реализује у следећим сегментима рада установе:
- Саветовалиште за рани развој детета

Основни циљ сегмента Саветовалишта за рани развој детета јесте да применом одговарајућих процедура обезбеди рано откривање поремећаја и сметњи код деце, како би се правовремено омогућило укључивање деце у рану интервенцију кроз програм стимулације развоја.
- Предшколски васпитно – образовни рад

Предшколски васпитно – образовни рад се одвија у Предшколском одељењу који постоји у установи од школске 2011./2012.године. Њега чине развојна и припремно-предшколска група и радом су обухваћена деца са различитим сметњама у развоју. У раду Предшколског одељења даје се велики значај сарадњи са родитељима и породицом деце путем саветодавног рада, свакодневних сусрета, организовањем различитих едукативних радионица и презентација. Деци у одељењу је омогућено укључивање у ритмичко-драмску секцију, учествовање у културна и јавна дешавања установе као и излетима и екскурзијама.
- Основна школа

У основној школи у оквиру Школе за основно и средње образовање са домом "Вук Караџић" настава се организује за ученике са лаком менталном ретардацијом и вишеструком ометеношћу. Настава се изводи по разредима и разредно–предметном систему (у вишим разредима) и час траје 45 минута. Настава се одвија двојезично, на српском и мађарском језику. По потреби ученици се обухватају обавезним ваннаставним индивидуалним третманима реедукатора психомоторике, логопеда, соматопеда, сурдолога, тифлолога, специјалног педагога и третманом сензорне интеграције. Омогућено је и могућност укључивања у разноврсне ваннаставне активности и секције школе. Ученицима су за редовну наставу на располагању дванаест учионица, десет кабинета, две медијатеке школе, сала за физичко васпитање, сензорна соба и соба за сензорну интеграцију.
- Средња школа

У средњој школи у оквиру Школе за основно и средње образовање са домом "Вук Караџић" настава се организује за ученике са тешкоћама у развоју у коју се уписују након завршене основне школе, а сви програми средњег стручног образовања су сачињени на основу измењених наставних планова и програма.
Подручја рада у оквиру којих се ученици образују у школи су пољопривреда, производња и прерада хране, машинство и обрада метала и трговина, угоститељство и туризам. Сем редовне наставе ученицима је омогућено и укључивање у разноврсне ваннаставне активности и секције. Сем тога, у школи успешно функционише и ученичка задруга “Пчелица”. Поред учионица и радионице, ученицима су на располагању савремено опремљене медијатеке, стакленик, пластеник, башта школе, кухиња са трпезаријом, а ракса се одвија и у другим организацијама и предузећима.
- Кућна настава

За ученике са тежим здравственим проблемима када други облик наставе није могућ због врсте и степена оштећења код ученика школа организује образовно-васпитни рад у виду кућне наставе. Кућном наставом обухваћени су ученици који су уписани у школу а којима здравствено стање не дозвољава да долазе у њу. Циљ кућне наставе је да се обухвате сви  ученици образовно-васпитним системом, као и функционално оспособљавање ученика за обављање актвности свакодневног живота, социјализација и интеграција ученика кроз посебан облик рада. План рада, циљеви, задаци, методе и средства рада прилагођени су индивидуалним способностима ученика.
- Продужени боравак за ученике школе

Сегмент Продужени боравак пружа могућност ученицима да поред редовне наставе, проведу у школи још и део дана у зависности од могућности и интересовања њихових родитеља/старатеља. Продужени боравак постоји у оба објекта школе. Групе у продуженом боравку су формиране од ученика различитих разреда, ученика од првог до осмог разреда основне школе, али и ученика средње школе (припремног разреда). Рад у продуженом боравку одвија се према предвиђеном плану и програму који обухвата васпитање и социјализацију ученика, помагање у учењу и раду, стицање радних и хигијенских навика, предузимање превентивних мера ради очувања здравља ученика, организовање и реализовање активности ученика током слободног времена. Рад у продуженом боравку састоји се из самосталног рада ученика, слободног времена предвиђеног за игру и одмор и слободних активности. У оквиру продуженог боравка ученици имају један оброк - ручак.
- Дом ученика школе

За ученике који нису у могућности да свакодневно путују у школу, обезбеђен је смештај у Дому.
- Обавезне ваннаставне индивидуалне активности

Сегмент рада школе Обавезне ваннаставне индивидуалне активности су облици рехабилитационог процеса деце са сметњама у развоју у систему образовања. Његов циљ је да се отклоне фактори који могу довести до сметњи и поремећаја у развоју ученика; детекција и дијагностика развојних поремећаја; отклањање и корекција развојних поремећаја; развијање компезаторних способности код ученика ради њихове боље социјализације и интеграције у процесу образовања и остваривања наставног плана и програма.
- Дневни боравак за омладину и одрасле са сметњама и инвалидитетом

Као сегмент школе је и Дневни боравак за децу и одрасла лица са сметњама у развоју који је намењен корисницима услуга социјалне заштите града Сомбора, где се исти збрињавају дневно у складу са својим потребама. Дневни боравак за омладину и одрасле са сметњама и инвалидитетом се налази на адреси Апатински пут 29.
- Додатна подршка у образовању деци/ученицима са сметњама у развоју

Сегмент рада Додатна подршка подразумева скуп стручних послова дефектолога којима се подржава и унапређује развој и учење деце, ученика и одраслих са сметњама у равоју, а који стичу образовање и васпитање у установама које нису установе у којој је запослен дефектолог. Додатна подршка се реализује по два часа недељно у матичној школи ученика или предшколској установи. Подршка се пружа и у кућним условима, уколико дете име препоруку за кућну наставу.
- Ресурсни центар „ДЕЛО“

Овај сегмент школе делује на адреси Апатински пут број 29, а Формиран је 2004. године. Циљ и задатак Ресурсног центра „ДЕЛО“ је успостављање новог, иновативног облика стручног дефектолошког третмана и комуникације са свим интересним групама, стварање континуиране сарадње са установама од значаја, директан дефектолошки третман, пружање дефектолошке подршке и помоћи корисницима кроз: саветовање, инструктивни рад, непосредан рад са корисницима, информисање корисника о развојним сметњама, тешкоћама и ометеностима, правима, постојећим облицима подршке, специјалној едукацији и рехабилитацији, о раду установе, информисање заједнице о свим активностима, догађајима и раду Центра преко веб сајта,са редовним ажурирањем података и вести, као и многи други. У раду центра ангажовано је седамнаест стручњака за специјалну едукацију и рахабилитацију свих профила.

## Настава
Настава се у школи одвија у две смене на српском и на мађарском језику.

## Додатне активности

### Ђачка задруга Пчелица
Године 2004. регистрована је ученичка задруга „Пчелица“ и она представља радно-поизводну организацију ученика, радника школе и родитеља ученика. Делатности задруге су производња и продаја предмета произведених у радионицама и одржавање и уређење школе и школског дворишта. Циљ овакве организације ученика је подстицање развоја позитивног односа ученика према раду, професионалну оријентацију ученика, повезивање наставе са светом рада, развијање свести о одговорности за преузете обавезе и развој позитивног односа према тимском раду.
Ђачка задруга реализује свој програм кроз следеће радионице: Металска радионица, Грнчарско-ткачка радионица, Пољопривредна радионица (хортикултура), Ликовно-моделарска радионица и Еко-радионица.

### Ученички парламент
У школи је организован ученички парламент који има за циљ да ученици дају своја мишљења и предлоге стручним органима школе, органу управљања, савету родитеља и директору, о правилима понашања у школи, ваннаставним активностима, организацији разних манифестација а све у сврху разматрања односа и сарадње ученика и запослених у школи и обавештавања ученика о питањима од посебног значаја за њихово школовање. У парламент су укључени ученици последња два разреда основне школе и ученици средње школе. Парламент се бира сваке школске године и има свог председника, а радом парламента руководе два ментора који се бирају из редова наставника. Мишљење и закључци парламента дају се другим органима школе на разматрање. Веома је значајна и посебна (инклузивна) активност "Турнир за осмех" који се сваке године организује у сомборској куглани, поводом обележавања 3. децембра - Дана особа са инвалидитетом. и на ком учествују представници ученичких парламената свих средњих школа из Сомбора.